# Puzzle De Pon!
Puzzle De Pon! est un jeu vidéo de puzzle développé par Visco et édité par SNK en 1995 sur Neo-Geo MVS (NGM 202),,.

## Série
1. Puzzle De Pon! (1995)
2. Puzzle De Pon! R (MVS, 1997)